# Esterificación de Yamaguchi
La esterificación de Yamaguchi es la reacción química de un ácido carboxílico alifático y cloruro de 2,4,6-triclorobenzoilo (TCBC, reactivo de Yamaguchi) para formar un anhídrido mixto que, al reaccionar con un alcohol en presencia de una cantidad estequiométrica de 4-dimetilaminopiridina (DMAP), produce el éster deseado. Fue informado por primera vez por Masaru Yamaguchi et al. en 1979.
Es especialmente útil en la síntesis de macrolactonas y ésteres altamente funcionalizados.

## Mecanismo de reacción
El carboxilato alifático se adiciona al carbono carbonílico del reactivo de Yamaguchi, formando un anhídrido mixto, el cual es atacado regioselectivamente  por el DMAP en el carbono menos impedido, produciendo el DMAP sustituido con el acilo. 
Este agente altamente electrófilo es luego atacado por el alcohol para formar el éster del producto. 

Se propone la formación del anhídrido simétrico alifático  para explicar la regioselectividad observada en las reacciones de ácidos alifáticos, basados en el hecho que los carboxilatos son más nucleofílicos, y los anhídridos alifáticos son más electrofílicos con el DMAP y alcohol que su contrapartes.